# Volkswagen Sharan
A Volkswagen Sharan egyterű autó, amelyet a német Volkswagen AG gyárt 1995 óta. Összesen kettő generációja van. Az első generációs Typ 7M Sharan műszakilag azonos a SEAT Alhambra és a Ford Galaxy modellekkel.

## Generációi

### 7M (1995–2010)

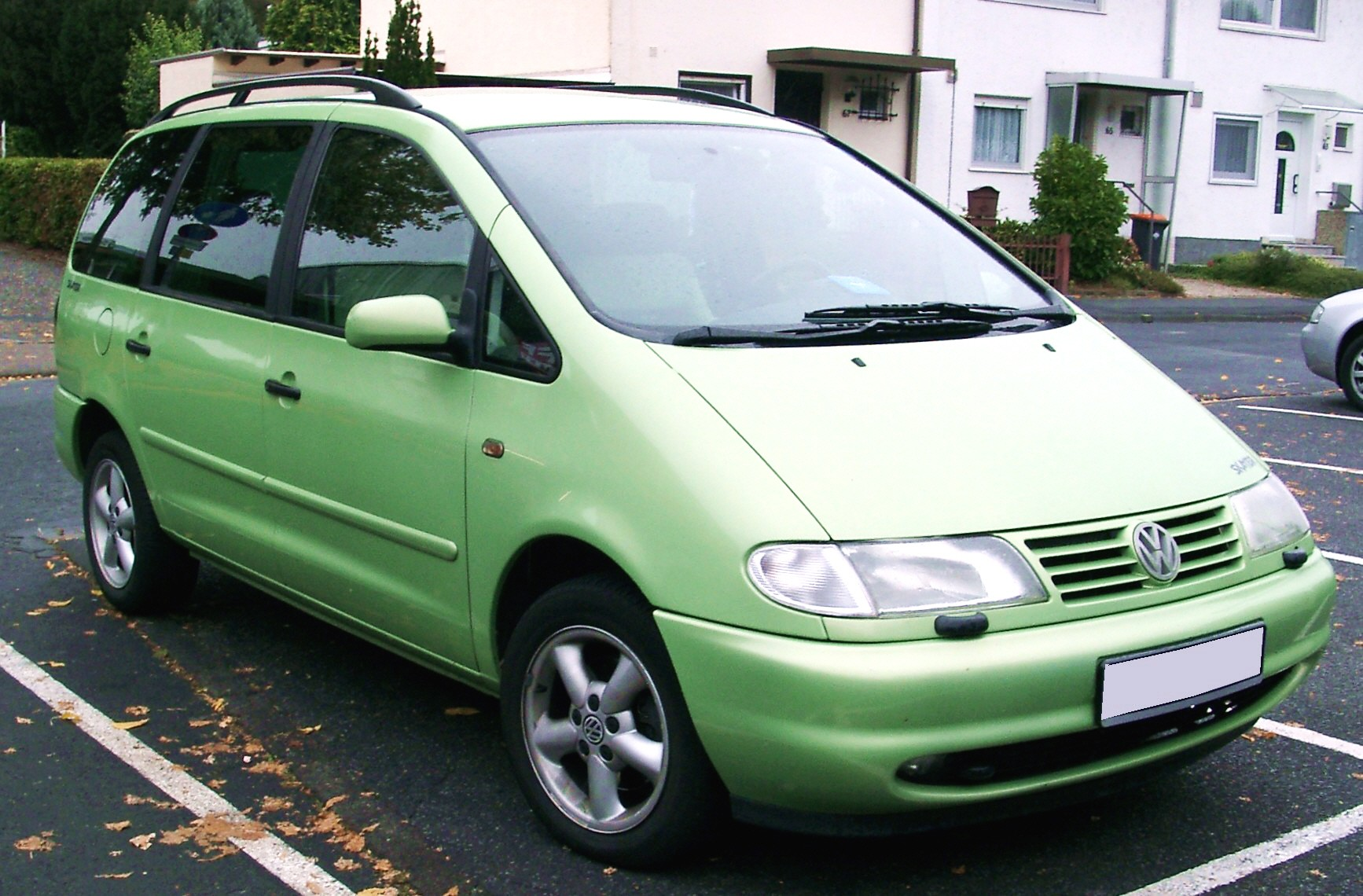
Volkswagen Sharan 1995–2010

A 7M az első generáció. A gyár 1995-től 2010-ig készítette a modelleket. 2000-ben módosították a karosszériát.

### 7N (2010–2022)

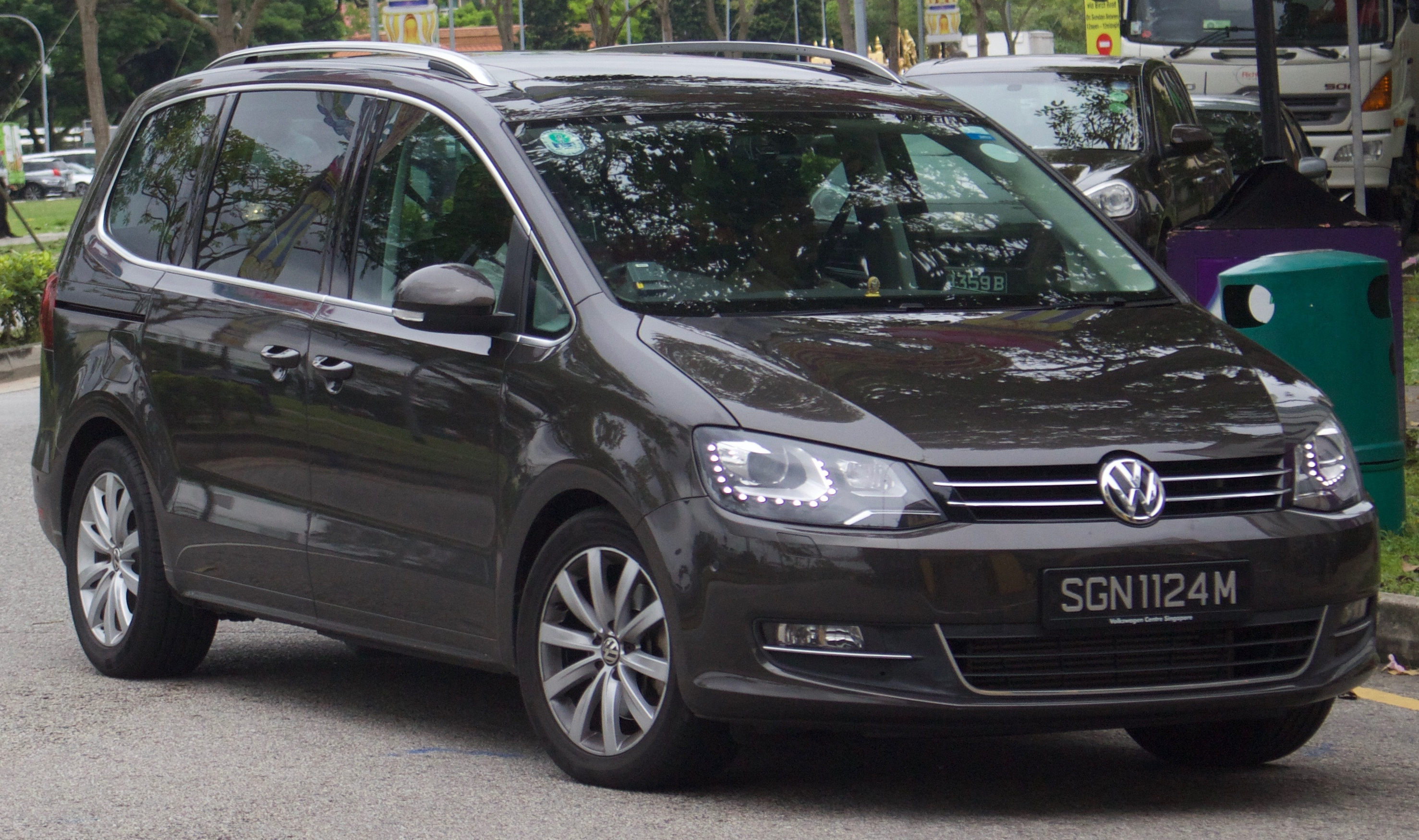
Volkswagen Sharan 2010-2022

A 7N a második generáció. A gyár 2010-től 2022-ig készítette a modelleket. 2015-ben módosították a karosszériát.

## Biztonság
A Volkswagen Sharan 2010-es Euro NCAP teszteredményei:
| Teszt               | Pontszám | Értékelés |
| ------------------- | -------- | --------- |
| Felnőtt esetén      | 34,5     | 5/5       |
| Gyermek esetén      | 39,3     | 5/5       |
| Gyalogos esetén     | 16,4     | 4/5       |
| Biztonsági segédlet | 5        | 3/5       |

## Fordítás
Ez a szócikk részben vagy egészben  a   Volkswagen Sharan című angol Wikipédia-szócikk fordításán alapul.  Az eredeti cikk szerkesztőit annak laptörténete sorolja fel. Ez a jelzés csupán a megfogalmazás eredetét és a szerzői jogokat jelzi, nem szolgál a cikkben szereplő információk forrásmegjelöléseként.